# Hans Riehl (Märtyrer)
Hans Riehl (* 26. Oktober 1902 in Unterumbach; † 28. April 1945 in Altötting) war ein deutscher römisch-katholischer Lagerhausverwalter und Märtyrer.

## Leben
Hans Riehl war zusammen mit Monsignore Adalbert Vogl, Josef Bruckmayer, Josef Kehrer, Ludwig Schön, Martin Seidel, Josef Stegmair, Max Storfinger und Adam Wehnert Ende April 1945 Opfer der zu den Endphaseverbrechen zählenden Bürgermorde von Altötting. Im Moment des Heranrückens der US-Truppen hatten sie versucht, ihre Heimatstadt von der NS-Herrschaft zu befreien, um damit eine Zerstörung zu verhindern.
Seidel, Bruckmayer, Wehnert, Vogl und Riehl wurden von SS-Leuten um etwa 15:30 Uhr im Hof des damaligen Landratsamtes in Altötting erschossen.
Hans Riehl war der Vater des Journalisten Herbert Riehl-Heyse.

## Gedenken
Die deutsche Römisch-katholische Kirche hat Hans Riehl als Märtyrer aus der Zeit des Nationalsozialismus in das deutsche Martyrologium des 20. Jahrhunderts aufgenommen.